# گریمشا، آلبرتا
گریمشا، آلبرتا (به انگلیسی: Grimshaw, Alberta) یک منطقهٔ مسکونی در کانادا است که در آلبرتا واقع شده‌است. گریمشا ۲٬۷۱۸ نفر جمعیت دارد و ۶۰۳ متر بالاتر از سطح دریا واقع شده‌است.